# 미마키히메
미마키히메는 일본의 제10대천황 스진 천황의 황후이다.

## 가족관계
- 남편:일본의 제10대천황 스진 천황

- 3남 : 일본의 제 11대 천황 스이닌 천황(垂仁天皇)
- 4남 : 히코이사치노미코토(彦五十狭茅命)
- 장녀 : 쿠니카타히메노미코토(国方姫命)
- 차녀 : 치치츠무야마토히메노미코토(千千衝倭姫命)
- 5남 : 야마토히코노미코토(倭彦命)
- 6남 : 이카츠루히코노미코토(五十日鶴彦命)

| 전임 이카가시코메노미코토 | 제10대 일본 황후 | 후임 히바스히메노미코토 미마키히메노미코토 |